# Assalto al Palazzo di Giustizia di Bogotà
L'Assalto al Palazzo di Giustizia (in spagnolo Toma del Palacio de Justicia) fu un attacco del 1985 contro la Corte Suprema della Colombia, durante il quale i membri del gruppo armato di sinistra M-19 s'impossessarono del Palazzo di Giustizia a Bogotá, Colombia, e tennero in ostaggio i magistrati della Corte Suprema, con l'intenzione d'iniziare un processo contro il Presidente Belisario Betancur. Dopo un raid militare durato alcune ore, circa la metà dei 25 magistrati della Corte Suprema risultarono morti.
La reazione dell'Esercito colombiano nell'attacco venne descritta dalla Commissione Inter-Americana per i Diritti dell'Uomo come un olocausto e un massacro.

## L'attacco

### Primo giorno: 6 novembre
Il 6 novembre 1985, alle ore 11:35, tre veicoli con a bordo i 35 guerriglieri (25 uomini e 10 donne) giunsero al Palazzo di Giustizia colombiano, entrando dal sotterraneo. Nel frattempo, un altro gruppo di guerriglieri travestiti da civili prese possesso dell'entrata e del primo piano, uccidendo le guardie Eulogio Blanco e Gerardo Díaz Arbeláez e il portiere Jorge Tadeo Mayo Castro.
Jorge Medina, un testimone che si trovava nel sotterraneo quando iniziò l'attacco, disse che "improvvisamente, i guerriglieri entrarono nel sotterraneo con un furgone. Spararono a chiunque si trovasse lì". La relazione ufficiale stabilì che il gruppo pianificò l'operazione affinché fosse una 'presa sanguinosa'. In base a queste fonti ufficiali i guerriglieri "intendevano sparare indiscriminatamente e far saltare potenti bombe intonando gridi di battaglia in elogio all'M19."
L'M-19 perse un guerrigliero e un'infermiera durante l'incursione iniziale nell'edificio. Dopo che i guerriglieri si furono occupati del personale di sicurezza a guardia dell'edificio, continuarono a installare postazioni armate nei luoghi strategici, come le scale e il quarto piano.  Un gruppo, guidato dal comandante Luis Otero, arrivò al 4 ° piano e rapì il presidente della Corte Suprema, il giudice Alfonso Reyes Echandía.
Nel frattempo molti ostaggi si rifugiarono in uffici vuoti al primo piano, dove si nascosero fino alle 14.00.
Gli assalitori presero in ostaggio 300 persone, compresi i 24 magistrati e 20 altri giudici. Una volta entrati nell'edificio, il primo ostaggio che il gruppo chiese fu il giudice della Corte Suprema di giustizia e Presidente della Corte costituzionale, poi chiamata Sala Constitucional, Manuel Gaona Cruz, che era incaricato di emettere il parere della Corte in merito alla costituzionalità del Trattato di estradizione tra la Colombia e gli Stati Uniti.
Circa tre ore dopo il sequestro iniziale, le truppe dell'esercito salvarono circa 200 ostaggi dai tre piani inferiori del tribunale; gli uomini armati e gli ostaggi superstiti occuparono i due piani superiori.
Una registrazione, che proclamava che il gruppo M-19 aveva assediato l'edificio "in nome della pace e della giustizia sociale" venne consegnata a una stazione radio subito dopo la presa dell'edificio. Dal Palazzo i membri dell'M-19 chiesero via telefono che il Presidente Belisario Betancur si recasse al Palazzo di Giustizia per sostenere un processo e negoziare. Il presidente rifiutò ed ordinò una sessione di emergenza.

### Secondo giorno: 7 novembre
I ribelli dell'M-19 liberarono il Consigliere di stato Reynaldo Arciniegas alle 8:30 del mattino, con un messaggio al governo per autorizzare l'ingresso della Croce Rossa e avviare il dialogo. Dopo l'assedio, i pompieri si precipitarono sul luogo dell'assalto e soffocarono le poche fiamme rimaste nel palazzo. Altri gruppi di soccorso aiutarono a rimuovere i detriti e le macerie rimasti dopo l'assedio.

## L'assalto
L'operazione di riconquista dell'edificio fu guidata dal generale Jesús Armando Arias Cabrales, comandante della Tredicesima Brigata dell'esercito a Bogotá; nominò il colonnello Alfonso Plazas, comandante di un battaglione di cavalleria corazzato, a sorvegliare personalmente l'operazione. La riconquista dell'edificio iniziò il 6 novembre e terminò il giorno successivo, quando le truppe dell'esercito presero d'assalto il Palazzo di Giustizia, dopo aver occupato alcuni dei piani inferiori durante il primo giorno dell'assedio. Dopo aver circondato l'edificio con i carri armati EE-9 Cascavel e soldati con armi automatiche, fecero irruzione nell'edificio poco dopo le 14.00. Gli EE-9 abbatterono la massiccia porta dell'edificio, dopo aver sparato colpi diretti contro le pareti esterne della struttura.
La versione ufficiale dell'attacco sostiene che, nel tentativo di completare uno dei due obiettivi per cui avevano assalito il palazzo, i guerriglieri M-19 bruciarono diversi documenti contenenti prove e mandati contro molti membri del gruppo criminale. Si crede anche che abbiano bruciato le prove contro Pablo Escobar, uno dei maggiori trafficanti di droga della nazione, prove che potevano essere usate per condannarlo e quindi estradarlo negli Stati Uniti. Tuttavia, "nessuno sa con assoluta certezza cosa è successo. In seguito gli esperti di balistica e gli investigatori dimostrarono che la causa più probabile era l'effetto del rinculo dei razzi dell'esercito. Le prove dimostrarono che, se sparato da un soldato in piedi a meno di sei metri dalle pareti rivestite di legno della biblioteca che ospitava gli archivi legali colombiani, l'intenso calore generato dall'esplosione posteriore del razzo avrebbe potuto incendiare i pannelli di legno: in ogni caso, in un'area piena di vecchi documenti, file, libri e giornali accatastati, la quantità di esplosivi usati dai militari garantiva virtualmente una conflagrazione". In totale furono bruciati oltre 6000 documenti. L'incendio durò circa 2 giorni, nonostante gli sforzi dei vigili del fuoco per cercare di soffocare le fiamme. Una teoria sulla "scomparsa" degli elementi mancanti è che siano stati bruciate nell'incendio, e non siano state in alcun modo identificate; senza essere stati trovati, questi elementi sono considerati dispersi in azione. Questa teoria è ancora in fase di studio nei diversi processi.
Più di 100 persone morirono durante l'assalto finale al Palazzo. I morti erano perlopiù ostaggi, soldati e guerriglieri, incluso il loro capo, Andrés Almarales, e altri quattro alti comandanti del gruppo M-19. Dopo il raid, un altro giudice della Corte Suprema morì in ospedale a causa di un infarto.

## Conseguenze
L'assedio del Palazzo di Giustizia fu uno dei più letali attacchi in Colombia durante la guerra con i ribelli di sinistra. Il gruppo M-19 era ancora una forza potente dopo il raid, ma fu gravemente ostacolato dalla morte di cinque dei suoi leader. Nel marzo 1990 firmò un trattato di pace con il governo.
Il presidente Betancur affermò alla televisione, la notte del 7 novembre, di essersi preso la piena responsabilità per il "terribile incubo". Fece le condoglianze alle famiglie dei defunti - sia civili sia ribelli - e annunciò la sua volontà di continuare a cercare una soluzione pacifica con i ribelli. Esattamente una settimana dopo, il 14 novembre, avrebbe offerto le condoglianze per un'altra tragedia: l'eruzione del vulcano Nevado del Ruiz, che uccise 25'000 persone. "Abbiamo avuto una tragedia nazionale dietro l'altra", disse.
Questo assedio portò alla creazione dell'unità AFEUR all'interno dell'esercito nazionale, per gestire questo tipo di situazione. Le Forze armate della Colombia non avevano unità antiterroriste specificamente addestrate per le operazioni urbane prima dell'assedio, e alcune accusarono il risultato finale dell'inesperienza del personale assegnato al compito.

### Magistrati uccisi
I 12 magistrati uccisi erano:
1. Manuel Gaona Cruz
2. Alfonso Reyes Echandía
3. Fabio Calderón Botero
4. Dario Velásquez Gaviria
5. Eduardo Gnecco Correa
6. Carlos Medellín Forero
7. Ricardo Medina Moyano
8. Alfonso Patiño Rosselli
9. Horacio Montoya Gil
10. Pedro Elías Serrano Abadía
11. Fanny González Franco
12. Dante Luis Fiorillo Porras

### Presunti collegamenti con il cartello del narcotraffico
Poco tempo dopo l'assalto, i ministro di giustizia colombiano Enrique Parejo e degli Stati Uniti affermarono che i narcotrafficanti finanziarono le operazioni per eliminare alcune prove delle loro attività criminali, effettivamente andate distrutte, per evitare l'estradizione. La commissione d'inchiesta, creata dal presidente Betancur grazie all'intensa pressione pubblica, rilasciò una relazione nel giugno del 1986 in cui si negava questa tesi.
L'autrice Ana Carrigan, che inserì la relazione del 1986 tra le fonti del suo libro sull'assalto al palazzo di giustizia e originariamente scartò la tesi della relazione tra il gruppo M-19 e il narcotraffico, ammise alla rivista Cromos nel 2005 che venti anni dopo era convinta che la mafia avesse effettivamente finanziato l'M-19.
Il figlio di Pablo Escobar dichiarò che il padre pagò un milione di dollari al gruppo di guerriglieri per occuparsi dell'assalto.
Durante i giorni dell'assalto, il calendario della cause della Corte Suprema prevedeva l'inizio delle deliberazioni pendenti sulla costituzionalità del trattato di estradizione Colombia-Stati Uniti. L'M-19 era apertamente contrario all'estradizione, per motivazioni patriottiche. Molti dei magistrati presenti all'assalto erano già stati spaventati dai narcotrafficanti, per evitare qualsiasi possibilità di esito positivo sul trattato. Un anno dopo l'assalto, il trattato venne dichiarato anticostituzionale.
Il celebre professor Jose Mauricio Gaona (figlio del magistrato della Corte Suprema Manuel Gaona Cruz), primo assistente della Procura generale di Colombia, vice supervisore e autore, assieme a Carlos Medellín Becerra (figlio del magistrato Carlos Medellín Forero), viceministro della Giustizia e Ambasciatore della Colombia nel Regno Unito, continuarono insistentemente a richiedere ulteriori indagini, riguardanti non solo al rapporto tra l'M-19 e il Cartello di Medellín, ma anche qualsiasi altro collegamento con le indagini sui membri delle forze armate svolte dai magistrati. Il membro del Congresso, Gustavo Petro, un ex guerrigliero dell'M-19, rigettò le accuse sulla base dell'inconsistenza delle testimonianze dei narcotrafficanti. Petro dichiarò che i membri dell'M-19 sopravvissuti ammettono la propria responsabilità sui tragici eventi dell'assalto, ma negano qualsiasi collegamento con i cartelli della droga.

### Impunità
Le indagini e i cronisti considerarono responsabili della morte dei magistrati e dei civili nel palazzo sia il gruppo M-19 sia le forze armate. Alcuni incolparono il presidente Belisario Betancur per non aver diretto le azioni necessarie o per non aver negoziato, altri considerarono la possibilità di una sorta di "golpe di 24 ore" di fatto, durante il quale la polizia fu responsabile della situazione.
Secondo il libro del 1993 di Anna Carrigan The Palace of Justice: A Colombian Tragedy, il magistrato della Corte Suprema Alfonso Reyes fu a quanto pare bruciato vivo durante l'attacco, poiché qualcuno incenerì il corpo dopo averlo cosparso di benzina. Il libro rivela anche che, dopo la fine dell'attacco, circa 28 corpi vennero sepolti in una fossa comune, e si presume coperti di acido, per rendere difficile l'identificazione. La Carrigan spiega che i corpi della vittime dell'eruzione del vulcano Nevado del Ruiz, che coprì la città di Armero causando più di 20'000 vittime, furono sepolti nella stessa fossa comune, rendendo impraticabile qualsiasi indagine forense futura.
Nonostante numerose indagini e cause, prevalse l'impunità. Ana Carrigan spiega nel suo libro del 1993 che "la Colombia è passata oltre... la Colombia ha dimenticato l'assalto al Palazzo di Giustizia", nello stesso modo in cui, secondo lei, i colombiani hanno dimenticato, o hanno negato, altri eventi tragici come il massacro di Santa Marta del 1928. Nessuna responsabilità precisa è stata stabilita nei confronti del Governo o dei superstiti del movimento M-19, perdonati dopo essere stati demonizzati.
Eduardo Umaña, il primo avvocato a rappresentare le famiglie di alcune vittime della strage, fu assassinato nel 1998, e molti membri delle famiglie dovettero rifugiarsi in Europa a causa delle minacce di morte ricevute.

### I dispersi
È sospetto che almeno 11 persone siano spariti durante l'assalto; molti di loro erano lavoratori della caffetteria, e il loro destino è sconosciuto. Si suppone che i loro resti siano tra i corpi non identificati e carbonizzati: uno dei dispersi è stato infatti identificato attraverso il test del DNA dall'Università Nazionale della Colombia.
Secondo Ana Carrigan, uno dei dispersi sarebbe una studentessa di Legge e guerrigliera dell'M-19, Irma Franco. Carrigan spiega che Irma fu vista da molti ostaggi. Afferma inoltre che se ne andò con alcuni ostaggi e nessuno la vide più. La commissione d'inchiesta speciale confermò la sparizione di Irma Franco e i giudici chiesero che le indagini sul suo caso continuassero a fondo.
Una settimana dopo l'attacco, il movimento M-19 rilasciò un comunicato alla stampa in cui si affermava che i sei leader, inclusa Irma Franco, e "altri sette combattenti" erano scomparsi ed erano stati uccisi dalle forze dell'ordine. Dalle registrazioni delle comunicazioni interne del corpo militare e di Polizia emerse che l'esercitò arrestò almeno 17 persone durante l'attacco. Nessuno dei leader del movimento M-19, con l'eccezione di Andrés Almarales, venne identificato nell'obitorio della città.

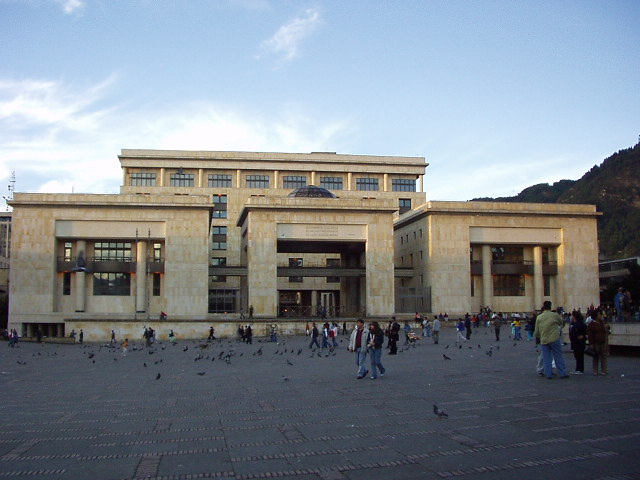
Il nuovo edificio del Palazzo di Giustizia.

## Sviluppi successivi
Gli eventi della presa del Palazzo di Giustizia ricevettero un'importante attenzione mediatica in Colombia nel ventesimo anniversario della strage.  Tra gli altri, il quotidiano El Tiempo, il settimanale El Espectador, e la rivista Cromos pubblicarono numerose interviste, articoli e articoli d'opinione, oltre a interviste ai sopravvissuti e ai parenti di vittime e dispersi. 

### Commissione di inchiesta, 2005–2006
La Corte Suprema istituì una commissione d'inchiesta allo scopo di indagare sulla strage; iniziò il lavoro ufficialmente il 2 novembre 2005, sulle basi di uno dei suoi membri, il giudice Jorge Aníbal Gómez.

### Processo, 2006–2007
Il 22 Agosto 2006, il Vice Generale Mario Iguarán announciò che l'ex Colonnello Edilberto Sánchez, ex capo del gruppo intelligence B-2 della 13ª Brigata dell'Esercito sarebbe stato convocato e indagato per i crimini di sequestro e sparizione forzata. Il caso era stato riaperto dopo che erano state esaminate delle riprese, in cui il direttore della caffetteria Carlos Augusto Rodríguez veniva accompagnato fuori dal Palazzo da un soldato, assieme ad altri ostaggi dell'M-19.
Il Col. Sánchez venne sottoposto a fermo. Nel maggio del 2007, fu interrogato riguardo al suo ruolo nella sparizione di Irma Franco e almeno due lavoratori della caffetteria, che lasciarono vivi il Palazzo. Sánchez rigettò le accuse e si proclamò innocente. Ammise solo che avrebbe ricevuto l'ordine di coprire lì'uscita di alcuni ostaggi dal Palazzo di Giustizia. .

### Testimonianza di Virginia Vallejo, 2008
L'11 luglio 2008, Virginia Vallejo, la presentatrice colombiana, che ebbe una storia d'amore con Pablo Escobar dal 1983 al 1987 e pubblicò il libro Amando Pablo, odiando Escobar, fu chiamata a testimoniare al caso dell'assalto al Palazzo di Giustizia, per confermare gli eventi descritti nel capitolo "Quel palazzo in fiamme" e nelle pagine 230-266 della sua autobiografia. Al Consolato colombiano a Miami, dove ottenne asilo politico il 3 giugno 2010, descrisse le presunte relazioni di Escobar con il Governo sandinista in Nicaragua e il movimento M-19; parlò anche di un incontro tra Escobar e il comandante del gruppo armato, Ivan Marino Ospina, a cui la giornalista presenziò due settimane prima che quest'ultimo venisse ucciso dall'esercito il 29 agosto 1985. Disse inoltre che, verso la metà del 1986, Escobar le riferì di aver pagato i ribelli un milione di dollari in contanti e un milione in armi, per eliminare le prove dei suoi reati dal Palazzo di Giustizia, prima che la Corte Suprema iniziasse le indagini per valutare l'estradizione dei membri dei cartelli della droga negli Stati Uniti. Durante la sua testimonianza, di quasi 5 ore, la Vallejo descrisse inoltre 16 foto di cadaveri, che le furono spedite in forma anonima nel 1986. Secondo lei, Escobar avrebbe identificato quei corpi come i lavoratori della caffetteria e le due ribelli, che sarebbero stati trattenuti dall'Esercito durante gli scontri, poi torturati e fatti sparire, su ordine del Colonnello Edilberto Sánchez, a capo del gruppo di Intelligence militare B-2. Nell'ottobre del 2008, gli estratti della testimonianza di Virginia Vallejo, protetti dall'obbligo di non pubblicazione, comparirono sul quotidiano colombiano El Tiempo. Alla radio Virginia Vallejo accusò l'ufficio del Vice Comandante Generale colombiano di aver passato le informazioni ai media e di aver stravolto il contesto a favore dell'esercito e del candidato presidenziale Alberto Santofimio.

### Sentenza di Assoluzione del Colonnello Plazas Vega
Nel 2010, il Colonnello in pensione Alfonso Plazas Vega fu condannato a 30 anni di reclusione per il suo presunto ruolo nelle sparizioni forzate dopo l'assalto.
Il Presidente colombiano, Alvaro Uribe, reagì dichiarandosi "triste e ferito" dalla decisione. Annunciò l'intenzione di cercare di cambiare i metodi in cui le Forze Militari vengono giudicate nel Paese e chiese inoltre l'incarcerazione per coloro che definiva gli "istigatori" del massacro. Uribe ebbe un incontro con il Commando militare per cercare dei modi per proteggerli dalle "decisioni giuridiche che interferiscono con il loro lavoro".
Ciò nonostante, Il Vice Comandante Generale aveva dichiarato che durante l'assalto furono perpetrati crimini contro l'umanità, il che consentì di indagare continuamente un altro Colonnello e un Generale coinvolti negli scontri. María Stella Jara, il giudice che emise la sentenza nei riguardi del Colonnello Plazas dovette lasciare il Paese e vivere sotto stretta sorveglianza per tutta la durata del processo, dopo aver ricevuto diverse minacce di morte indirizzate a lei e al figlio.
Il 16 dicembre 2015 il Colonnello Plazas Vega fu dichiarato innocente (con 5 voti favorevoli e 3 contrari) dalla Corte Suprema e assolto dalla condanna a 30 anni di carcere. La dichiarazione fu influenzata dalla rivisitazione del caso nella Suprema Corte, quando venne messa in dubbio la validità delle testimonianze di quattro camerieri, oltre all'assenza di prove certe per provare la colpevolezza di Plazas Vega.